# 元泊郡

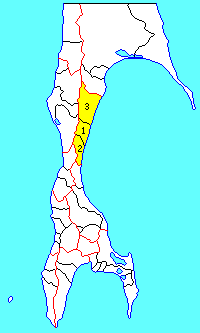
樺太・元泊郡の位置（1.元泊村 2.帆寄村 3.知取町）

元泊郡（もとどまりぐん）は、日本の領有下において樺太に存在した郡。
以下の1町2村を含んだ。
- 知取町
- 元泊村
- 帆寄村

## 郡域
1915年（大正4年）に行政区画として発足した当時の郡域は、上記のうち、帆寄村、元泊村の2村の区域に相当する。

## 歴史

### 古代
古墳時代の4世紀ころには鈴谷文化が、5世紀ころからオホーツク文化が栄えた。飛鳥時代に阿倍比羅夫と交戦した粛慎はオホーツク文化人に比定され、古代の文献『日本書紀』や『続日本紀』にも記述が見える。その後、擦文文化進出にともない、オホーツク人は樺太南部から駆逐された。
平安時代中期（11世紀）ころから、オオワシ羽やアザラシ皮などを求め、擦文文化の担い手が進出。当時の和人社会では武士が台頭し、矢羽や甲冑などの材料としてワシ羽や海獣皮の需要が高まっていた。これらは重要な交易品として、奥羽の豪族・安倍氏や奥州藤原氏により全国に流通した。同時に、和人社会から和産物の流入もあり、擦文文化からアイヌ文化への転換に繋がったとみられる。アイヌは、擦文文化の担い手の末裔である。

### 中世
鎌倉時代以降、蝦夷・えみしの子孫を自称する蝦夷管領・安東氏が唐子蝦夷（アイヌ）を統括していたと、当時の文献『諏訪大明神絵詞』にある。中世の安東氏は奥州藤原氏を引き継ぐかたちで、十三湊を拠点に日本海北部を中心にかなり広範囲にわたって活動していたという（『廻船式目』）。また、陸の豪族であるとともに安藤水軍と呼ばれる武装船団を擁し、蝦夷社会で騒乱が起こるとこれを鎮めるため、しばしば津軽から出兵したという。1904年に発見された帆寄村の馬群潭土城からは、大陸製武具のほか和人社会で造られた武器なども出土。中世の樺太では幾度か騒乱があり、モンゴルの樺太侵攻（白主土城も参照）或いは応永19年（1412年）の「応永の蝦夷の乱」の古戦場の可能性も否定はできない。安東氏は応永年間に「北海の夷狄動乱」を平定し、日之本将軍と称していた。
室町時代になり、安藤水軍は関東御免船として活動。和産物を蝦夷社会へ供給し、北方産品を大量に仕入れ全国に出荷していたという（『十三往来』）。また、当時の唐子は北海道日本海側や北海岸および樺太南部など、近世でいう西蝦夷地に居住し、生活必需品などを入手するため十三湊や渡党の領域まで赴いていた（城下交易も参照）。文明17年（1485年）、唐子蝦夷の乙名が蝦夷管領の代官武田信広（松前家の祖）に、銅雀台瓦硯を献上し配下になったと伝わる（『福山秘府』）。

### 近世
江戸時代になると、慶長8年（1603年）宗谷に置かれた役宅が西蝦夷地に属する元泊郡域を司り、貞享2年（1685年）以降は宗谷場所に含まれた。樺太アイヌたちは和人地に赴かず済むようになったものの、郡域内の住民は宗谷に行き鉄器や米・木綿などの生活必需品を入手していた。宝暦2年（1752年）ころシラヌシ（本斗郡好仁村白主）に船が派遣されはじめ、寛政2年（1790年）樺太南端の白主に松前藩が樺太商場（場所）を開設、当時の場所請負人は阿部屋村山家。幕府も勤番所を置いた。このときクシュンコタン（大泊郡大泊町楠渓）に、交易の拠点や藩の出先機関の機能も兼ねた運上屋を置き、撫育政策オムシャや、老病者への生活扶助（介抱）などをおこなった。当時の地方行政の詳細については、場所請負制成立後の行政および江戸時代の日本の人口統計も参照。
場所請負人はその後、寛政8年から大阪商人・小山屋権兵衛と藩士・板垣豊四郎、翌9年からは板垣豊四郎単独の請負いとなった。寛政12年（1800年）元泊郡域を含むカラフト場所は松前藩直営となり、藩士・高橋荘四郎と目谷安二郎が管理し、兵庫商人・柴屋長太夫が仕入れを請負った。

#### アイヌ乙名の山丹渡航
18世紀後半、ソヨンコタン（僧院）とフヌフ（班伸）のアイヌ乙名が満州人から朝貢交易を強いられ、郷長（ガシャン・ダ）の称号を与えられた（冊封）。これは、ナヨロ（泊居郡名寄村）の惣乙名が、交易相手のスメレンクル夷や山丹人を殺害し商品を奪ったことに起因する（『北夷分界余話』）。山丹に出向くのは数年に一度程度であったが、アイヌ乙名たちにとって大きな負担となったという。
ただし、アイヌ乙名たちは幕藩体制下の郷村制の役職も持ちながら山丹渡航しており、薩摩藩の附庸国であった琉球王国に近い位置づけの外交関係や交易形態であった。
紛争などが原因で朝貢を強要された例は、他に李氏朝鮮の仁祖があり、その経緯は大清皇帝功徳碑も参照されたい。

#### 第一次幕領期
文化4年（1807年）発生した文化露寇を受け、元泊郡域を含む西蝦夷地が松前奉行の管轄する公議御料（幕府直轄領）とされ（〜1821年、第一次幕領期）、樺太場所請負人は柴屋長太夫となる。
文化5年（1808年）は会津藩が樺太警固をおこなう。文化6年(1809年)西蝦夷地から樺太が分立、この年からの警固は弘前藩に交代し、栖原家が伊達家と共同で北蝦夷地(文化6年6月、樺太と改称)場所を請負うようになった。
北方の緊張が解消され、元泊郡域は文政4年（1821年）松前藩領に復した。
山丹交易改革
また、松田伝十郎の改革では、山丹交易を幕府直営とし白主会所のみで行い、支払いできない分の借財を幕府が肩代わりしり、借財を抱え困窮していたアイヌを救済。その後、過酷な労働環境であるが亜庭湾の漁場などに出稼ぎし、生計を立てる者もいたという。同時にアイヌ乙名たちの山丹渡航も禁じた。

#### 松前藩や江戸幕府による北蝦夷地検分
第一次幕領期の文化5年（1808年）、間宮林蔵は樺太検分のため渡樺し元泊郡域も踏査。林蔵は、北知床半島からの帰り、樫保に立ち寄っている。
幕末の安政元年(1854年)6月、普請役間宮鉄次郎が東浦タライカ(多来加)まで調査した。
結果、アイヌはタライカ(敷香郡多来可村多来加)まで居住しているが、公儀の撫育、即ち会所（運上屋）にておこなわれるオムシャでの役蝦夷の任命、周辺の役蝦夷からの掟書きの伝達（法の適用）や住民の宗門人別改帳（戸籍）の作成、漁場などでの就労、御救米の支給（介抱）など、樺太東岸のアイヌ居住地ではフヌフ(元泊村班伸)まで、何らかの形で撫育や介抱、今で言う「日本の統治」が及んでいることが確認された。フヌフより北に住む者は風俗が少し異なり、「タライカ人」或いは「多来加アイヌ」と記述する文献も存在する。
弘化3年（1846年）と、安政4年（1857年）の2回、松浦武四郎も訪れた。武四郎は概ね大泊国境線の前身にあたる道沿いに旅し、元泊郡域では幕吏として訪れた安政4年、往路は元泊村のフヌフ（班伸）とカシホ（樫保）、復路は帆寄村のマクンコタン（馬群潭）に宿泊している。この調査の時点では、ロシア人は未到達・否混住である。
『鈴木重尚　松浦武四郎　唐太日記』（嘉永7年（1854年）刊行）に弘化3年当時の状況の一部が書かれている。
- 帆寄村
  - トッソ（突阻）に達した

北蝦夷餘誌（安政3年、1856年の状況）
- 帆寄村
  - チカヘロシナイ（近幌） - アイヌの家2軒
  - マクンコタン（馬群潭） - サケ、マス、サクラマス多く、フヌフからイウウノの倅キンロカリを連れ出稼ぎ
- 元泊村
  - フヌフ（班伸） - 人家4軒、鰊とアザラシ多い。ここまでトマリ（クシュンコタン、大泊郡大泊町楠渓町）に属す。
- タライカ - 少し風俗が違う、着ている物も三靼の古着、トドの皮で葺いた屋根
  - カシホ（樫保） - 川の西岸に人家3軒。
  - ホロナイボ（幌内保） - ホタテや法螺貝の化石

#### 樺太直捌場所の分立
安政年間(1854年～1860年)以降、東岸は中知床岬以北のオホーツク海側が幕府直捌となる。
安政3年（1856年）鳥井権之助、箱館奉行から北蝦夷地差配人を拝命。安政5年（1858年）、佐藤広右エ門と米屋喜代作が漁場を開設した。漁場の状況については北海道におけるニシン漁史も参照されたい。
東浦漁場（南方より順次記載）安政5年（1858年）当時の割当
- 佐藤広右エ門 - 松川弁之助の義弟、越後国新潟の人
  - 拠点 - シララオロ（栄浜郡白縫村白浦）
  - 受持ち場所 - 南のシルトロ川（栄浜郡富浜村白浜付近）より北のチカヘルウシナイ（帆寄村近幌）まで
  - 差配人を拝命。栄浜郡の富浜村西部（後の栄浜村西部）と白縫村、元泊郡帆寄村南部にまたがる地域を割当てられ漁場を開いた。
- 米屋喜代作(慶応二年以降の佐野孫右衛門)
  - 拠点・・・マクンコタン（帆寄村馬群潭）
  - 受持ち場所・・・南のノボリホ（帆寄村登帆）より北のウエンコタン（新問郡東知取村北遠古丹）まで
  - 帆寄村と元泊村、新問郡東知取村を割当てられ、漁場を開いたが経営は困難を極めた。文久3年に漁場返納を却下され、さらに3年間経営を継続。

いずれも、後に栖原家に取捌を引継がれた。
幕末の状況について、「北海道歴検図」のカラフトの部分の絵図と松浦武四郎の「北蝦夷山川地理取調図」等によると、小休所では、マクンコタン(帆寄村馬群潭)に「小休所」が描かれていることから、大泊国境線の前身に相当する道がフヌフ（元泊村班伸、元泊の北樫保の南）付近まで通じていたようである。

#### 幕末の樺太警固（第二次幕領期）
安政2年（1855年）日露和親条約で樺太国境が未確定のまま棚上げ先送りとなっていた。この年以降、樺太を含む蝦夷地が再び公議御料となり、秋田藩が元泊郡域の警固も行った。冬季は漁場の番屋に詰める番人を武装化して足軽とし警固した。万延元年（1860年）樺太警固は仙台・会津・秋田・庄内の4藩となるが東北諸藩の負担は大きく、文久3年（1863年）以降は仙台・秋田・庄内の3藩体制となる。慶応3年（1867年）樺太雑居条約で樺太全島が日露雑居地とされた。

### 大政奉還後
大政奉還後の慶応4年（1868年）4月12日、箱館裁判所(閏4月24日に箱館府と改称)の管轄となり、明治2年（1869年）北蝦夷地を樺太州（国）と改称。同年、開拓使直轄領となった。明治3年（1870年）開拓使と分離し、樺太開拓使領を経て、明治4年（1871年）北海道開拓使と再統合され開拓使直轄領に復した。同年8月29日、廃藩置県。このころ行われた文明開化期の事象としては、神仏分離令、壬申戸籍編製、散髪脱刀令、平民苗字必称義務令公布などが挙げられる。アイヌは百姓身分だったため、平民となった。明治8年（1875年）、樺太千島交換条約によりロシア領とされたが、同条約第六款において、日本人の漁業権が認められており、露領時代の元泊郡域沿岸は東海岸漁区（中知床岬から北知床岬まで）の範囲に含まれた。

### 日本領復帰後
- 1905年（明治38年）
  - 7月 - 日露戦争・樺太の戦いで、日本軍第13師団が占領。31日、在樺太ロシア軍降伏。
  - 8月1日 - 軍政が敷かれる。
  - 8月28日 - 内務省下樺太民政署コルサコフ支所の管轄となる。
- 9月1日 - 日露休戦条約を締結。
  - 9月4日 - 樺太民政署の管轄となる。豊原に支所、落合に出張所を開設。
  - 9月5日 - ポーツマス条約締結により日本領に復帰。
- 1907年（明治40年）3月14日 - 内務省の下部組織樺太庁発足、ウラジミロフカ支庁シスカ出張所の管轄となる。
- 1908年（明治41年）
  - 4月 - 敷香支庁の管轄となる。
- 1909年（明治42年）
  - 10月 - 敷香支庁元泊出張所の管轄となる。
  - 同年、樺太庁令で「部落総代規定」を制定。主要集落に町村長に相当する総代を置き、行政事務をおこなうこととした。
- 1913年（大正2年）6月 - 豊原支庁元泊出張所の管轄となる。

### 郡発足以降の沿革
- 1915年（大正4年）6月26日 - 「樺太ノ郡町村編制ニ関スル件」（大正4年勅令第101号）の施行により、行政区画として元泊郡が発足。発足時は元泊村、帆寄村が所属。豊原支庁元泊出張所が管轄。（2村）
- 1918年（大正7年） - 共通法（大正7年法律第39号）（大正7年4月17日施行）1条2項で、樺太を内地に含むと規定[31]され、終戦まで基本的に国内法が適用されることとなった。
- 1922年（大正11年）
  - 4月1日 - 「樺太ノ地方制度ニ関スル法律」（大正10年4月8日法律第47号）と、その細則「樺太町村制」（大正11年1月23日勅令第8号）を同時に施行。「部落総代規定」廃止。
  - 10月 - 管轄支庁が元泊支庁に変更。
- 1929年（昭和4年）7月1日 - 樺太町村制の施行により、以下の変更が行われる。（1町2村）
  - 元泊村、帆寄村（二級町村）が発足。
  - 新問郡より知取町（一級町村）が発足し、本郡に所属。
- 1942年（昭和17年）11月 - 管轄支庁が敷香支庁に変更。
- 1943年（昭和18年）
  - 4月1日 - 「樺太ニ施行スル法律ノ特例ニ関スル件」（大正9年勅令第124号）が廃止され、内地編入。
  - 6月1日 - 樺太町村制が廃止され、樺太で町村制が施行される。二級町村は指定町村となる。
- 1945年（昭和20年）8月22日 - 日ソ中立条約を破棄したソ連軍の樺太侵攻後、ソビエト連邦により占拠される。
- 1949年（昭和24年）6月1日 - 国家行政組織法の施行のため法的に樺太庁が廃止。同日元泊郡消滅。